# Сара Тример
Сара Тример (рођена Кирби; 6. јануар 1741. — 15. децембар 1810. године) је била писац и критичар британске књижевности за децу 18. века, као и реформатор образовања. Њен часопис, The Guardian of Education, помогао је да се дефинише жанр у настајању тако што је први пут озбиљно прегледао књижевност за децу; такође је пружио прву историју књижевности за децу, успостављајући канон раних обележја жанра које научници и данас користе. Тримерова најпопуларнија књига за децу, Fabulous Histories, инспирисала је бројне дечије приче о животињама и остала је у штампи више од једног века.
Тример је такође била активан филантроп. Основала је неколико недељних школа и добротворних школа у својој парохији. Да би унапредила ове образовне пројекте, написала је уџбенике и приручнике за жене заинтересоване за оснивање сопствених школа. Тримерови напори су инспирисали друге жене, као што је Hannah More, да успоставе програме недељне школе и да пишу за децу и сиромашне.
Тримерови радови посвећени су одржавању многих аспеката друштвеног и политичког статуса кво. Као англиканка високе цркве, имала је намеру да промовише успостављену Енглеску цркву и да поучава малу децу и сиромашне доктринама хришћанства. Њени списи су оцртавали предности друштвене хијерархије, тврдећи да свака класа треба да остане на свом богомданом положају. Ипак, док је подржавала многе традиционалне политичке и друштвене идеологије свог времена, Тример је испитивала друге, попут оних који се односе на род и породицу.

## Рани живот
Сара Тример је рођена 6. јануара 1741. у Ипсвичу у Енглеској од породице Џошуе Кирбија и Саре (рођене Бул); њен отац је био истакнути уметник и био је председник Друштва уметника Велике Британије. Тример је имала једног млађег брата, Вилијама; она је очигледно била бољи писац, јер би понекад за њега састављала његове школске есеје. Као млада девојка, Тример је похађала интернат госпође Јустинер у Ипсвичу, искуство које се увек радо сећала. Године 1755. породица се преселила у Лондон када је њен отац, који је написао неколико важних радова о перспективи, постао учитељ перспективе принцу од Велса. Због веза њеног оца у уметничкој заједници, Тример је успела да упозна сликаре Вилијама Хогарта и Томаса Гејнсбороа, као и до тада легендарног писца и критичара Семјуела Џонсона. На Џонсона је оставила повољан утисак када је одмах дала свој џепни примерак Изгубљеног раја Џона Милтона (1667) како би помогла у решавању спора између њеног оца и Џонсона око одређеног одломка. Џонсон, одушевљен што се довољно дивила Милтону да увек носи његова дела са собом, „накнадно ју је позвао у своју кућу и поклонио јој том свог чувеног часописа The Rambler“. Године 1759, на наговор свог бившег ученика, принца од Велса (који ће ускоро постати Џорџ Трећи, њен отац је постављен за службеника у Краљевском домаћинству у палати Кју и породица се преселила у Кју. Тамо је упознала Џејмса Тримера, за кога се удала 20. септембра 1762. у Ст Мери, Илинг; након брака, пар се преселио у Олд Брентфорд.

## Мајчинство и филантропија
Тример је била блиска са својим родитељима; након удаје, свакодневно је ишла у посету свом оцу, касније у пратњи своје најстарије деце. Она и њен муж имали су укупно 12 деце — шест дечака и шест девојчица. Тример је била одговорна за образовање своје деце и управо је комбинација њених дужности мајке и учитељице у почетку изазвала њено интересовање за образовање.
Инспирисана Робертом Рејксом, Тример је такође постала активна у покрету недељне школе, оснивајући прву недељну школу за сиромашну децу у Олд Брентфорду 1786. Она и двојица свештеника у њеној парохији, Чарлс Стерџес и Чарлс Коутс, организовали су акцију прикупљања средстава и основао неколико школа за сиромашну децу из суседства. У почетку је пет стотина дечака и девојчица желело да похађа Тримерову недељну школу; неспособна да прими толики број, одлучила је да искључи оне млађе од пет година и ограничила сваку породицу на једног ученика. Парохија је основала три школе, у свакој по тридесетак ученика — једну за старије дечаке, једну за млађе дечаке и једну за девојчице.
Док су се неки други реформатори образовања тог периода, попут Мери Вулстонкрафт, залагали за заједничко образовање, Тример се противио таквим педагошким променама; веровала је у одвојено образовање полова.  Ученици су учени да читају, са циљем да их науче читању Библије. Ученици су такође били охрабрени да држе чисту — „поклон четкицом и чешљем је дат свима који су их желели“. Тримерове школе су постале толико познате и биле су им се дивиле да је Раикес, Тримерова почетна инспирација, препоручио онима којима је била потребна помоћ у организовању недељне школе да се обрате Тримеру; чак је и краљица Шарлота тражила Тримеров савет о оснивању недељне школе у Виндзору.
Након посете краљици, Тример је била инспирисана да напише Економију доброчинства, која описује како читаоци, посебно жене, могу да оснују недељне школе у својим заједницама. Међутим, њена књига је постигла много више од овога. Док су заговорници недељних школа као што су Раикес и Триммер тврдили да ће школе помоћи да се контролишу растући социјални немири сиромашних, критичари су тврдили да ће ове школе само подстаћи друштвени преокрет који су покушавали да угуше. The Hon. Џон Бинг је, на пример, издао страшно упозорење да „не само да ће их образовање „научити да читају бунтовне памфлете, књиге и публикације против хришћанства”... већ ће их учинити неспособним за „мукотрпни посао на који је њихов положај у друштву предодређен њих'". Тример се сложила да је друштвена хијерархија божански одређена, али је веровала да ће је њене недељне школе ојачати.
Као што је научница Дебора Вилс тврдила: „''Œconomy of Charity'' је заправо заснована на веома политизованом подтексту који предвиђа, подмеће и супротставља аргументе против недељне школе. [Тример] описује програм кроз који се недељна школа, када се правилно води, води. , може послужити као средство за успостављање друштвене контроле и интензивирање хијерархије. ... Тримеров пажљиво скроман и скроман текст се тако открива као манифест средње класе за присвајање друштвене, политичке и верске моћи у име моралне поуке."
На пример, Тример тврди да недељне школе уче своје ученике не само да читају Библију, већ и како да из ње извуку одговарајуће теолошке и политичке закључке. Штавише, Тример тврди да одговорност за образовање сиромашних лежи само на плећима средње класе. Елиминишући аристократију из активне улоге у њеним филантропским програмима, „Тример осигурава да они који заиста регулишу наставни план и програм недељне школе буду они који ће и утеловљивати и одржавати буржоаске врлине“. Како Вилс истиче, то је разликује од других филантропа тог времена, као што је Хана Мор.
"Господе, желим да промовишем твоју свету религију која је страшно занемарена. Желим да спасем младе од порока века".
-Сара Тример
Тример је такође основала и надгледала добротворне школе у свом суседству. Она је перспективне ученике својих недељних школа, које су се састајале само једном недељно, усмерила у ове добротворне школе, које су се састајале неколико пута недељно. Како је писала у свом дневнику, чинило јој се да ове школе „имају срећну перспективу да спасе много сиромашне деце од порока и расипништва“. Док су се недељне школе финансирале претплатом, односно донацијама људи из парохије, добротворне школе су у великој мери финансиране од стране Друштва за ширење хришћанског знања (СПЦК), које је финансирало прве добротворне школе око једног века раније. Тример је критиковала учење напамет које се одвијало у традиционалним добротворним школама и покушала да уведе динамичнији катихетски метод у својим школама који би стимулисао ученике да постављају питања. Она је написала у свом дневнику: „Моја искрена жеља је да саставим курс за подучавање за добротворне школе, помоћу којег би деца могла да уче у стварности, а не напамет, принципе хришћанске религије, како их учи Свето писмо“. Тример је такође основала индустријске школе у које је усмеравала своје мање перспективне ученике. Ове школе би учили девојчице, на пример, како да плету и преду. У почетку, Тримерова је веровала да ће школе донети профит, јер ће девојке прети и плети по цео дан. Међутим, девојке су биле нестручне и креирале су лоше производе који се нису могли продати. Тримерова је овај пројекат посматрала неуспехом.
Wilfried Keutsch, савремени научник 18. века, критиковао је Тримерове пројекте као наивне и моралистичке.
[Нема] индикација да је Сара Тример своје бројне напоре да подучи и побољша децу сиромашних заснивала на детаљној друштвеној анализи, али је очигледно да је била дубоко узнемирена не само њиховим потребама већ и све већом осиромашењем земље. Није јасно да ли је схватила да се друштво мења од феудалне ка модернијој буржоаској структури, у којој су многе стабилизирајуће старе личне везе уклоњене и замењене готовинским везама. …у целини она не показује интересовање за социјалне и економске узроке сиромаштва. Уместо тога, она нуди модел побољшања који почива на ригорозној подели радних људи и сиромашних на црно и бело: заслужне и незаслужне сиромахе, побожне и безбожне, угледне и дужне и бунтовне и нерадне, беспослене. и марљиви, односно на наизменичном поистовећивању сиромаштва са врлином и пороком.
Иако су недељне школе попут оних које је успоставио Тримерова модерни научници често окарактерисали као репресивно средство које средња класа користи да наметне свој морал нижим класама, Thomas Laqueur је тврдио да су сиромашни прихватили ову прилику да стекну писменост и занемарили многе моралне лекције наметнуте им.

## Књижевна каријера
У књижевној каријери која је трајала више од четврт века, Тример је написао негде између 33 и 44 текста. Писала је у широком спектру жанрова: уџбеници, наставни приручници, књижевност за децу, политички памфлети и критичка периодика. Док су многи њени текстови били за децу, неки од њених дела, као што је Економија доброчинства, били су и за одређену одраслу публику. Други су писани и за децу и за одрасле, као што је Пријатељ слуге (1786–87), који је требало да подучава слуге свих узраста.
Током своје каријере, Тример је радила са четири различита издавача—Јохн Марсхалл, Т.Н. Лонгман, Г. Робинсон и Јосепх Јохнсон—и до 1800. имала је највише дела од свих аутора у Невбери каталогу, каталогу који је продавао највише литературе за децу. На крају, Тример је престала да објављује са Џозефом Џонсоном, јер се није слагала са његовом политиком — он је био присталица Француске револуције и објављивао је дела која је она сматрала субверзивним.

### An Easy Introduction to the Knowledge of Nature (књига Саре Тример)
Тримерова прва књига била је Лак увод у познавање природе и читање светих списа, прилагођено могућностима деце (1780), која је надограђивала револуцију у књижевности за децу коју је започела Anna Laetitia Barbauld. У „Предговору” Тример пише да је Трактат о образовању Исака Вотса био инспирација за рад и да би „књига која садржи неку врсту општег прегледа дела природе била веома корисна, као средство да се постепено отвори ум”. кораци ка познању ВРХОВНОГ БИЋА, припремајући се за њихово читање светих списа“. У тексту читалац прати мајку и њено двоје деце, Шарлот и Хенрија (можда названу по двоје Тримерове сопствене деце), у низу шетњи природом током којих мајка описује чуда Божијег стварања. Године 1793. верзија ове књиге је додата у каталог Друштва за ширење хришћанског знања; после 77 година, продат је у преко 750.000 примерака.
Ејлин Фајф, историчарка заинтересована за однос између науке и религије, тврди да се Тримеров текст, иако инспирисан Барбаулдовим књигама, драматично разликује од Барбаулдовог по својој религиозној оријентацији. Барбаулд је био дисидент и више је био склон, према Фајфу, да „подстиче радозналост, запажање и расуђивање“. Насупрот томе, Тример је, као високи црквени англиканац, приказивао природу као „узбуђујућу страхопоштовање“ и као одраз не само Божјег божанства већ и његове доброте. Ова веровања се огледају чак и у структури текста; Тримеров циљ је био да пренесе осећај страхопоштовања, стога њен текст не напредује уредно кроз проучавање света природе. Барбаулдови текстови, међутим, истичу споро акумулацију знања као и логичко размишљање. Тако Вечери код куће, које је написала заједно са својим братом Џоном Аикином, имају „систематску структуру“. Друга разлика између ова два писца лежи у улози ауторитета: док Барбаулдови текстови и они које је писала са братом наглашавају дијалоге између наставника и ученика, Тримерове текстуалне разговоре, примећује Фајф, „контролисао је родитељ“.
Међутим, Донел Руве, проучавалац књижевности за децу из 18. века, истакла је да Лак увод није у потпуности конзервативан текст – он доводи у питање појмове о правим улогама жена из 18. века изнете у приручницима о понашању попут оних које су написали Џон Грегори и Џејмс Фордајс. Мајка у Тримеровом тексту делује као „духовни вођа“ и показује да је жена способна за „теолошко расуђивање“. Такви прикази оспоравају тврдње Жан-Жака Русоа да су жене способне само да памте религиозну догму, а не и софистицирано расуђивање. Штавише, Тримерова мајка покушава да образује своју децу на директан начин уместо да користи „манипулативне“ трикове учитеља у Русоовом Емилу.
Неколико година касније, инспирисана делом Мадаме де Генлис Аделе ет Тхеодоре (1782), Тример је наручила сетове илустрација Библије за које је дала коментаре; такође је објавила штампане/коментаре античке историје и британске историје. Ови различити сетови су били веома популарни и могли су се купити заједно (коментари и отисци) или појединачно. Отисци су обично били окачени на зидове или увезани у књиге.

### Односи са Џоном Маршалом
Издавач за децу John Marshall & Co. произвео је корак до Свете историје госпође Тример: за поучавање и забаву мале деце 1785. Тример је одувек заговарао употребу сликовног материјала у књигама за децу, а издавач, која је имала искуство у производњи јефтиних популарних графика, била је у доброј позицији да их објави за њу. У мају 1786. Маршал је објавио серију исписа историје светих списа, „дизајнираних као украс за оне станове у којима деца добијају прве основе свог образовања“. Отисци су се продавали "налепљени на даске, за качење у расадницима" по 1с 6д, у чаршафима по 8д, ушивени у мермерни папир 'за џеп' за 10д. или уредно увезано у кожу за читање на 1с 2д. Они су такође објављени са пратећом малом књигом под насловом, Опис скупа отисака историје Светог писма, која је такође била доступна у различитим повезима. Тај подухват се показао успешним и ова два дела су убрзо праћена објављивањем пет сличних „Серија графика“ заједно са пратећим „Описима“, које је саставила госпођа Тример, на теме из историје антике (1786.), римске историје (1789.), енглеска историја (1789.), Нови завет (1790) и Стари завет (1797). Они су били веома популарни и штампали су их Маршалови и њихови наследници у редовним интервалима током наредних тридесет година.
У јануару (1788) госпођа Сара Тример и Џон Маршал објавили су ново заједничко предузеће, Породични часопис; или складиште верске наставе и рационалне забаве. Био је то месечни периодични часопис „смишљен да се супротстави погубној тенденцији неморалних књига и сл. које су последњих година кружиле међу нижим класама људи“, и обично је укључивао једну гравирану плочу. Садржај су чиниле 'верске приче за недељу увече' и 'моралне приче за радне дане'; савети о управљању дојенчадима и васпитању деце дат је заједно са упоредним гледиштем других нација како би се показало да „сиромашни у Енглеској поседују привилегије и уживају многе удобности, које особе њиховог ранга... у другим земљама не могу уживати.“ Укључени су и описи животиња, 'како би се проверила пракса окрутности према грубом стварању.' Последњи део часописа је садржао „избор балада, песама и сл., и древних и модерних, моралне тенденције.“ Дакле, иу свом предмету и садржају, ова публикација је увела многе идеје које ће касније уродити плодом у амбициознијим и познатијим шемама Хане Мор за Cheap Repository Tracts из 1795. године.

### Књиге за добротворне школе
Пошто је, по Тримеровом мишљењу, у добротворним школама недостајало доброг образовног материјала, одлучила је да напише свој. Серија књига које је написала између 1786. и 1798. коришћена је у Британији и њеним колонијама све до 19. века. Тример је био способан промотер њених материјала; знала је да њене књиге неће стићи до великог броја сиромашне деце у добротворним школама осим ако их не финансира и објави СПЦК. Она је написала у свом дневнику „моја шема без њене помоћи ће пасти на земљу“. Тако се придружила друштву 1787. Године 1793. послала је 12 примерака своје расправе Размишљања о образовању у добротворним школама са нацртима плана одговарајућег упутства за децу сиромашних подкомитету који је изабрао књиге које је финансирала организација. У расправи је тврдила да је тренутни наставни план и програм добротворне школе застарео (био је стар преко 100 година) и да га је требало заменити. Предложила је листу од седам књига које би сама написала:
- A Spelling Book in two Parts
- Scripture Lessons from the Old Testament
- Scripture Lessons from the New Testament
- Moral Instructions from the Scriptures
- Lessons on the Liturgy from the Book of Common Prayer
- Exemplary Tales
- The Teacher's Assistant

Комитет је углавном прихватио њен предлог. Прво је штампан Добротворни школски правопис и био је у најширој употреби. Била је то једна од првих дечјих књига за сиромашне, која је била мала, али је ипак имала велике слова и велике маргине (карактеристике које се често сматрају прикладним само за књиге за привилегованије читаоце). Саме приче су такође биле иновативне: наглашавале су обичан живот обичне деце — „ова деца су се пењала на дрвеће, играла се ватром, гађала овце палицама за крикет и просила на улицама“. Књигу је усвојио Ендру Бел око 1800. за свој Мадрас систем образовања и разна образовна друштва широм Британије и њених колонија; чак је коришћена за образовање робова у Антигви и Јамајци.
Предложене „Поуке из Светог писма“ постале су Тримеров сажетак историје Светог писма, који се састоји од лекција одабраних из Старог завета, за употребу у школама и породицама, што је била антологија избора из Библије. Као и Цхарити Сцхоол Спеллинг Боок, усвојен је у британском образовном систему и био је део школског живота све до средине 19. века. СПЦК је 1798. објавио Катехизме из Светог писма, I и II део; ови радови су имали за циљ да помогну учитељу, док су Абридгементс (скраћени назив за Историје Светог писма и Старог и Новог завета које је Тример на крају објавио) требало да помогну ученику. Чини се да „Узорне приче” нису написане баш онако како је планирано, али Тримеров пријатељ слуге и два фармера испунили су сврху коју је зацртала у свом плану објављивања пријатних моралних прича. Ове две књиге послужиле су и као награде недељне школе. Помоћник учитеља је био помоћно средство у настави и такође је био широко прихваћен у британским школама. Једини текстови које СПЦК није објавио били су Тримерове адаптације и коментари на Књигу заједничких молитава, које је штампала на другом месту.

### Fabulous Histories
Фабулоус Хисториес (касније позната као Прича о Робинсима), Тримерово најпопуларније дело, први пут је објављено 1786. године и остало је у штампи до почетка 20. века. Прича о две породице, породици црвендаћа и људској породици, које уче да живе заједно. Што је најважније, људска деца и бебе црвендаћи морају научити да усвоје врлину и да се клоне порока. За Тримера, практиковање љубазности према животињама у детињству би, надамо се, довело до „универзалне доброхотности“ као одрасле особе. Према Семјуелу Пикерингу млађем, проучаваоцу књижевности за децу из 18. века, „у свом приказу односа из 18. века према животињама, Чудесне историје госпође Тример биле су најрепрезентативнија књига за децу тог периода“. Текст изражава већину тема које ће доминирати Тримеровим каснијим радовима, као што је њен нагласак на задржавању друштвених хијерархија; као што објашњава Тес Кослет, проучавалац књижевности за децу, „појам хијерархије на којој се заснивају Фабулоус Хисторис је релативно стабилан и фиксиран. Родитељи су изнад деце у смислу ауторитета, а људи изнад животиња, у смислу владавине и саосећања: сиромашни људи треба хранити пре гладних животиња... [али] хијерархијски однос између мушкараца и жена није тако јасно спроведен."
Мојра Фергусон, научница из 18. и 19. века, ставља ове теме у шири историјски контекст, тврдећи да су „страхови аутора и њене класе од индустријске револуције у успону и њених последица очигледни. Отуда [текст] напада окрутност према птицама и животињама док афирмише британску агресију у иностранству. …Текст се суптилно опредељује за конзервативна решења: одржавање реда и утврђених вредности, резигнација и повиновање сиромашнима код куће, емиграција за странце који се не могу лако асимилирати.” Друга свеобухватна тема у тексту је рационалност; Тример у свом предговору изражава уобичајени страх од моћи фикције, објашњавајући својим детињастим читаоцима да њена бајка није стварна и да животиње не могу заиста да говоре. Попут многих друштвених критичара током 18. века, Тример је био забринут због потенцијално штетног утицаја фикције на младе читаоце. Са успоном романа и његовим пратећим приватним читањем, постојао је велики страх да ће млади људи, а посебно жене, читати бурне и авантуристичке приче без знања својих родитеља и, што је можда још више забрињавајуће, тумачити књиге како им је воља. Тример је стога њен текст увек називао Фабулоус Хисториес, а никада Прича о Робинсима да би нагласио његову реалност; штавише, није дозволила да се књига илуструје током њеног живота — слике птица које говоре само би појачале парадокс књиге (то је била фикција која је парадирала као историја). Јард је такође спекулисао да је већина ликова у тексту извучена из Тримерових познаника и породице.

### The Guardian of Education (њига Саре Тример)
Касније у свом животу, Тример је објавила утицајни The Guardian of Education (јун 1802. – септембар 1806.), који је укључивао идеје за поучавање деце и прегледе савремених књига за децу. Иако је један претходни покушај учињен да се редовно прегледају књиге за децу у Британији, према Метјуу Гренбију, „то је био далеко мање значајан и одржив подухват од Тримеровог“. Ова књига је укључивала не само рецензије књига за децу, већ и одломке из текстова за које је Тример мислила да ће поучити њене одрасле читаоце. Она је имала за циљ „да процени тренутно стање образовне политике и праксе у Британији и да обликује њен будући правац“. Да би то урадила, процењивала је образовне теорије Жан-Жака Русоа, Џона Лока, Мери Вулстонкрафт, Хане Мор, Мадаме де Генлис, Џозефа Ланкастера и Ендруа Бела, између осталих. У свом „Есеју о хришћанском образовању“, такође касније објављеном засебно, предложила је сопствени свеобухватни образовни програм.
Тримерова је веома озбиљно схватила њену рецензију и њених преко 400 рецензија представља скуп различитих вредности. Како Гренби каже, „њена почетна питања о било којој дечјој књизи која су долазила пре ње увек су била прво, да ли је штетно по религију и друго, да ли је штетно за политичку лојалност и успостављену друштвену хијерархију“. Религија је увек била Тримеровој први приоритет, а њен нагласак на библијској непогрешивости илуструје њен фундаментализам. Она је критиковала књиге које су укључивале сцене смрти, ликове који су били луди и приказе сексуалности, као и књиге које би могле уплашити децу.
Фундаментализам Саре Тример, тврди Гренби, не означава је нужно као крутог мислиоца какав су многи критичари претпостављали да јесте. Гренби истиче да је Тример, као и Русо, веровала да су деца по природи добра; у овоме се залагала против вековне традиције, посебно пуританских ставова према васпитању деце. Такође се сложила са „Русоовом кључном идејом [иронично нападајући сама Русоова дела], коју су касније преузели романтичари, да децу не треба терати да постану одрасли прерано“. Тример је похвалио дела неколико писаца инспирисаних Русоом, као што су Марија Еџворт и Томас Деј.
Књига The Guardian of Education је својим критикама утврдила књижевност за децу као жанр. Штавише, у једном од својих раних есеја „Запажања о променама које су се десиле у књигама за децу и младе“, Тример је написала прву историју књижевности за децу, постављајући први канон књижевности за децу. Њене знамените књиге научници и данас наводе као важне у развоју жанра.

### Бајке
Тример је сада можда најпознатија по својој осуди бајки, као што су различити преводи Charles Perrault's Histoires ou contes du temps passé (првобитно објављених 1697. године), јер су подржавали ирационалан поглед на свет и сугерисали да деца могли су превише лако постати успешни (другим речима, нису морали да раде). Књиге су биле литература сиромашних и Тример је покушавала да одвоји књижевност за децу од текстова које је повезивала са нижим класама; такође се плашила да би деца могла да добију приступ овој јефтиној литератури без знања својих родитеља. Тример је критиковао вредности повезане са бајкама, оптужујући их да одржавају сујеверје и неповољне слике очуха. Уместо да види Тримера као цензора бајки, стога, Николас Такер је тврдио, „сматрајући бајке као поштену игру за критику, а не за непромишљено обожавање, госпођа Тример се слаже са данашњим научницима који су такође критички писали о пронађеним идеологијама у неким појединачним причама“.
Један од разлога због којих је Тример веровао да су бајке опасне је тај што су децу одвеле у свет фантазије где одрасли нису могли да прате и контролишу своју изложеност штетним искуствима. Једнако је била ужаснута графичким илустрацијама које се налазе у неким збиркама бајки, жалећи се да су „дечице, чији су умови подложни сваком утиску; и која су из живахности своје маште склона да претворе у стварност све што им на силу падне на памет” не би требало дозволити да види такве сцене као што је Плава брада како одсече главу својој жени.

### Француска револуција и религија
На страницама часописа The Guardian of Education, Сара Тример је осудила француску револуцију и филозофе чија су дела веровала да су је подупрла, посебно Жан-Жака Русоа. Она је тврдила да је постојала огромна завера, коју су организовали атеистички и демократски револуционари Француске, да се збаце легитимне владе Европе. Ови завереници су покушавали да преокрену традиционално друштво „настојећи да заразе умове генерације у успону, путем Образовних и Дечјих књига“ (нагласак Тримерове).
Њене ставове обликовали су Abbé Barruel's Memoirs Illustrating the History of Jacobinism (1797–1798) (извукла је велике делове из овог текста у сам Гардијан), али и њени страхови од текућих ратова између Француске и Британије током 1790-их. Сара Тример је у својим списима пре свега истицала хришћанство и сматрала да се треба обратити Богу у време искушења. Као што M. Nancy Cutt тврди у својој књизи о књижевности за децу, Сара Тример и писци попут ње „наглашено су тврдили да је степен људске среће у директној пропорцији са степеном потчињавања божанској Вољи. Тако су одбацили становиште моралиста да учење треба да уздигне разум и рад до временске среће појединца, која је била вођена најбољим интересима друштва“. Тример и њени савезници су тврдили да су француске педагошке теорије довеле до неморалне нације, конкретно, „деизма, неверства и револуције“.

### Дебата Бел против Ланкастеријанског школског система
Године 1789. Andrew Bell  је измислио Madras систем образовања да би наложио да се британски предмети подучавају у Индији; то је био дисциплински систем који је користио хијерархију посматрача ученика и врло мало наставника (економичан за колоније, тврдио је Бел). Објавио је књигу Експеримент у образовању (1797.), како би објаснио свој систем, за који је мислио да би могао бити прилагођен сиромашнима у Енглеској (у њој је подржао многе Тримерове књиге). Годину дана након што је прочитао Експеримент, енглески квекер Џозеф Ланкастер усвојио је многе његове принципе за своју школу у Лондону, а затим објавио сопствену књигу Побољшања у образовању (1803.), која је поновила многе Белове идеје. Због својих симпатија квекера, Ланкастер није подстицао учење доктрина етаблиране Цркве.
Сара Тример, запрепашћена сугестијом да британска деца не морају да буду васпитавана у оквиру етаблиране цркве, написала је и објавила свој Comparative View of the two systems (Упоредни поглед на два система) 1805. године, стварајући раскол између два веома слична система. Према F. J. Harvey Darton, раном проучаваоцу књижевности за децу, „њен утицај на образовање енглеског језика... био је веома значајан, чак и изванредан. О два ривалска система, Белов и Ланкастеров, водиле су се жестоке дебате широм земље, а рат између Бела и Змај, како га је карикатуриста означио, бјеснио је у свим часописима, чак и у Edinburgh Review. Из дебате су "изникла два велика друштва - Национално друштво за унапређење образовања дјеце сиромашних у принципе установљене цркве и Британско и страно школско друштво – на чијем је раду, у основи, био заснован цео [британски] каснији систем основне школе“.

## Смрт
Колико дуг захвалности дугујем,

Како су ме саветовали, помагали, хвалили и волели.

Нека други кажу, (јер као речи истине

Речено је где је познато име Британије)

Твоја апостолска служба младима,

Твоје верно служење Цркви и Престолу.

Моје је, примљено у друштвеној сали,

Скривени драгуљи врлине за снимање;

Геније чист од жучи зависти,

Кротак у прекору, а немаран за награду...

Седамдесет година је твоја лампа благодатно сијала,

И хиљаде су га поздравиле као звезду водиљу.

— Jane West
Тримеров муж је умро 1792. године; ово ју је веома дубоко утицало, као што се види у њеном дневнику. Године 1800. она и неке од њених ћерки биле су принуђене да се преселе у другу кућу у Брентфорду. Ово је било болно за Тримера, која је написала у свом дневнику:
Авај, удовица, неупућена у светске начине, неупућена у правна питања, може само мало да учини у приликама попут ових које се сада дешавају. После више од тридесет година боравка у кући, у којој сам познавао многе удобности, и у комшилуку у коме сам настојао да будем поштован, вероватно ћу морати да потражим ново становање; и не постоји ниједна на тако малој удаљености која би ми омогућила да испуним жеље свог срца похађајући школе. Ако сматрам да је потребно да променим своје пребивалиште, школе ће, бојим се, неизбежно пропасти. Такође ћу бити удаљен од неке од своје деце, чије би друштво утешило моје пропадање.
Умрла је у Брентфорду 15. децембра 1810. године и сахрањена је у Ст Мари'с, Еалинг. У Сент Џорџу у Брентфорду постоји плоча која јој је спомен на:
У спомен САРИНЕ мошти Џејмса Тримера, настањеног у овој парохији скоро 50 година, током којих је у свему красила доктрину Бога нашег Спаситеља, својом праксом стални пратилац у Божијем Дому молитве. У својој кући пример хришћанским матронама, у свом комшилуку служећи потребама свих; сиромашни, напаћени и неуки, тражећи своје морално усавршавање дајући хришћанску поуку, како приватно, тако и у црквеној школи подигнутој њеним напорима и негованој њеном бригом. Својим списима, изграђујући чланове оног огранка свете Христове Цркве у којој је рођена и коју је волела са жарком, али умереном ревношћу. Од својих трудова се одморила 15. децембра 1810. године у седамдесетој години живота.

## Пријем и наслеђе
Тримерова најпопуларнија књига, Fabulous Histories, штампана је најмање 133 године и имала је дубок утицај на генерације читалаца и писаца. Године 1877, када ју је фирма Грифит и Фаран објавила као део своје „Оригиналне малолетничке библиотеке“, рекламирали су је као „укусну причу о Диксију, Флапсију и Пексију, ко је могао да је заборави? И данас је свежа као било је то пре пола века.“ ''Тес Кослет'' је такође сугерисала да имена Тримерових птица — Дикси, Пекси, Флапси и Робин — имају упадљиву сличност са зечевима — Флопси, Мопси, Cottontail и Петер — у Беатрикс Потер књиге за децу.
Тример је такође утицала на дечје писце свог доба; Басне Вилијама Годвина, древне и модерне (1805.), на пример, имитира Тримерове лествице за учење. Међу њеним савременим обожаватељима била је и Френсис Берни, која је у писму својој сестри Естер о образовању њене десетогодишње ћерке приметила: „Госпођо Тример, претпостављам да је вредна дивљења за девојчицу“ (као увод у Свето писмо).
Док је Тример била веома поштована због свог добротворног рада током свог живота и због својих књига дуго након њене смрти, њена репутација је почела да јењава крајем 19. века и нагло опала током 20. века. Један од разлога за то је што су њени уџбеници, који су се толико користили током прве половине века, замењени световним књигама у другој половини века. Тон њених књига више није био у складу са британским друштвом. Један рани проучавалац књижевности за децу, Џефри Самерфилд, описује је на следећи начин: „Од свих морално оштарих жена које су биле активне у касном 18. и раном 19. веку, она је вероватно била најврснија. Неуравнотежена, френетична, параноична, можда је била, али нико није могао порећи њену енергију и упорност у одбрани душа деце Енглеске од напада ђавола.“ Међутим, од 1980-их, проучаваоци књижевности за децу покушавају да сагледају књижевност за децу 18. века у њеном историјском контексту. уместо да то суди према модерним укусима; научници као што су Мајерс, Гренби, Руве, Фергусон, Фајф и Кослет поново су проценили Тримеров рад. Пошто се Тример не уклапа у модел феминизма 20. века – то јест, пошто се није побунила против друштвених обичаја свог друштва као Мери Вулстонкрафт – није привукла пажњу раних феминистичких научника. Међутим, како Руве истиче, „сплетом политичких, историјских и педагошких догађаја на прелазу векова, жена као што је Тример успела је да стекне већу видљивост у области јавних писама него што је то можда било типично пре или после.“

## Деца Саре Тример
Тример и њен муж имали су дванаесторо деце.
| Име            | Датум рођења       | Датум смрти         | Кратка биографија |
| -------------- | ------------------ | ------------------- | --- |
| Шарлота        | 27. август 1763.   | 1836.               | Шарлот се удала за удовца Ричарда Мура, праунука сер Томаса Мура, који је и сам био пранећак песника Џона Милтона; имали су једну ћерку Шарлоту Селину (1793–1867). Шарлот Тример Мур умрла је од срчане инсуфицијенције и гангрене 1836. |
| Сара (Селина)  | 16. август 1764.   | 1829.               | Селина је била гувернанта деце Џорџијане, војвоткиње од Девоншира и лејди Керолајн Ламб. |
| Јулиана Лидија | 4. мај 1766.       | 1844.               | Јулиана Лидија је можда помагала својој сестри Селини у бризи о деци војвоткиње од Девоншира. Наставила је са филантропским пројектима своје мајке у Брентфорду. |
| Џошуа Кирби    | 18. август 1767.   | 17. септембар 1829. | Џошуа Кирби се 1794. оженио Елизом Вилет Томпсон са којом је имао седморо деце. Имао је неколико локалних канцеларија у Брентфорду и инвестирао у поља цигле, рудник бакра и каменолом шкриљаца. Такође је направио стадо мерино оваца и извезао их у Аустралију у оквиру пројекта који је покренуо Џозеф Бенкс. Његов син Џошуа Тример (1795–1857) постао је познати геолог. Видети податке из часописа Greg Finch 'Joshua Kirby Trimmer 1767–1829', Brentford and Chiswick Local History Journal, Vol 19 (2010) pp. 4–7 |
| Елизабета      | 21. фебруар 1769.  | 24. април 1816.     | Елизабета је била често болесна током свог живота, вероватно од туберкулозе. Бринула се за свог нећака Џејмса док је умирао и умрла је само неколико дана пре њега. |
| Вилијам Кирби  | 20. јун 1770.      | фебруар 1811.       | Вилијам Кирби се 1794. оженио Џејн Бејн са којом је имао седморо деце. Поседовао је успешан посао за производњу цигле и сакупљао фосиле. Доживео је мождани удар 1810. године и умро је четири месеца касније. Три његова сина, Спенсер, Артур и Вилијам, одвели су мерино овце у Аустралију. |
| Луци           | 1. фебруар 1772.   | 1813.               | Луси се 1799. удала за Џејмса Хариса са којим је имала шесторо деце. Вилијам (1807–48) је постао успешан војник Британске источноиндијске компаније и краљица Викторија га је прогласила витезом 1844; био је и уметник, писац, инжењер, дипломата, природњак, географ и вајар. Роберт (1810–65) је постао успешан капетан у Краљевској морнарици и осмислио наставни план и програм за образовање нових официра. Џон (1808–29) се придружио војсци и убијен је са 21 године у Индији. Њихова ћерка Луси (1802–79) наставила је бакин филантропски рад за сиромашне, оснивајући и водећи неколико недељних школа. |
| Џејмс Рустат   | 31. јул 1773.      | 1843.               | Џејмс Рустат се оженио Саром Корнвалис 1802. године; имали су једног сина Џејмса Корнвалиса Тримера (1803–1816). Џејмсова супруга је умрла месец дана након што је родила њиховог сина, а ћерка Саре Тример, Елизабет, бринула се о њему. Џејмс Рустат Тример је инвестирао у посао своје породице са мерино овцама и у званичним документима је описан као „произвођач цигала из Клеркенвела“. Умро је од сенилне деменције 1843. године |
| Џон            | 26. фебруар 1775.  | 1791.               | Џон је умро од туберкулозе са петнаест година. |
| Едвард Децимус | 3. јануар 1777.    | 1777.               | Едвард Децимус је живео свега неколико дана. |
| Хенри Скот     | 1. август 1778.    | 25. новембар 1859.  | Хенри Скот је био болестан од туберкулозе 1792–1793. Оженио се Мери Драјвер Сајер 1805. године; заједно су имали три сина. Био је близак пријатељ са неколико уметника, укључујући Ј. М. В. Турнера и Хенрија Хауарда (који је насликао портрет његове мајке) и био је викар у Хестону од 1804. до своје смрти 1859. Он је подстакао истрагу о смрти војника Фредерика Џона Вајта који је био пред судом. - војнички и бичеван због непослушности. Његов син Барингтон (1809–1860) постао је његов кустос у Хестону на 27 година и на крају домаћи капелан војводе од Сатерленда, који је био повезан са Џорџијаном, породицом војвоткиње од Девоншира; био је и писац. Његов син Фредерик (1813–1883) постао је богат земљопоседник у Хестону и служио је као мировни судија. |
| Анабела        | 26. децембар 1780. | 1785.               | |

## Листа радова Саре Тример
Ова листа радова је преузета из записа Деборе Вилс о Тримеру у Dictionary of Literary Biography. Додати су и други уноси ако се појављују у другим академским чланцима или збиркама база података под Тримеровим именом.
- An Easy Introduction to the Knowledge of Nature, and Reading the Holy Scriptures, adapted to the Capacities of Children (1780)
- Sacred History (1782–85) (6 volumes)
- The Œconomy of Charity (1786)
- Fabulous Histories; Designed for the Instruction of Children, Respecting their Treatment of Animals (1786)
- A Description of a Set of Prints of Scripture History: Contained in a Set of Easy Lessons (1786)
- A Description of a Set of Prints of Ancient History: Contained in a Set of Easy Lessons. In Two Parts (1786)
- The Servant's Friend (1786)
- The Two Farmers (1787)
- The Œconomy of Charity (1787)
- The Sunday-School Catechist, Consisting of Familiar Lectures, with Questions (1788)
- The Sunday-scholar's Manual (1788)
- The Family Magazine (1788–89) (periodical)
- A Comment on Dr. Watts's Divine Songs for Children with Questions (1789)
- A Description of a Set of Prints of Roman History, Contained in a Set of Easy Lessons (1789)
- The Ladder of Learning, Step the First (1789)
- A Description of a Set of Prints Taken from the New Testament, Contained in a Set of Easy Lessons (1790)
- Easy Lessons for Young Children (c.1790) [not on Wills' list]
- Sunday School Dialogues (1790) (edited by Trimmer)
- A Companion to the Book of Common Prayer (1791)
- An Explanation of the Office for the Public Baptism of Infants (1791)
- An Attempt to Familiarize the Catechism of the Church of England (1791)
- The Little Spelling Book for Young Children (4th ed., 1791) [not on Wills' list]
- Reflections upon the Education of Children in Charity Schools (1792)
- A Friendly Remonstrance, concerning the Christian Covenant and the Sabbath Day; Intended for the Good of the Poor (1792)
- The Ladder of Learning, Step the Second (1792)
- A Description of a Set of Prints of English History, Contained in a Set of Easy Lessons (1792)
- An Abridgement of Scripture History; Consisting of Lessons Selected from the Old Testament (1792)
- A Scriptures Catechism (1797) (2 parts) [not on Wills' list]
- A Description of a Set of Prints Taken from the Old Testament (c.1797) [not on Willis' list]
- The Silver Thimble (1799)
- An Address to Heads of Schools and Families (1799?)
- The Charity School Spelling Book (c.1799) (2 parts)
- The Teacher's Assistant: Consisting of Lectures in the Catechised Form (1800)
- A Geographical Companion to Mrs. Trimmer's Scripture, Antient, and English Abridged Histories, with Prints (1802)
- A Help to the Unlearned in the Study of the Holy Scriptures (1805)
- An Abridgement of the New Testament (1805?)
- A Comparative View of the New Plan of Education Promulgated by Mr. Joseph Lancaster (1805)
- The Guardian of Education (1802–06) (periodical)
- A New Series of Prints, Accompanied by Easy Lessons; Being an Improved Edition of the First Set of Scripture Prints from the Old Testament (1808)
- A Concise History of England (1808)
- Instructive Tales: Collected from the Family Magazine (1810)
- Sermons, for Family Reading (1811) (posthumous)
- An Essay on Christian Education (1812) (posthumous)
- Some Account of the Life and Writings of Mrs. Trimmer (1814) (posthumous)
- A Description of a Set of Prints of the History of France, Contained in a Set of Easy Lessons (1815) (posthumous)
- A Selection from Mrs. Trimmer's Instructive Tales; The Good Nurse... (1815) (posthumous)
- Miscellaneous Pieces, Selected from the Family Magazine (1818) (posthumous)
- Prayers and Meditations Extracted from the Journal of the Late Mrs. Trimmer (1818) (posthumous)
- A Selection from Mrs. Trimmer's Instructive Tales; The Rural Economists... (1819) (posthumous)